# Thaumatoneura inopinata
Thaumatoneura inopinata là loài chuồn chuồn trong họ Megapodagrionidae. Loài này được McLachlan mô tả khoa học đầu tiên năm 1897.